# Marienthal
Marienthal (en luxemburguès: Mariendall) és una vila de la comuna de Tuntange situada al districte de Luxemburg del cantó de Mersch. Està a uns 12 km de distància de la ciutat de Luxemburg.

## Història
El Monestir Marienthal va ser fundat en el segle xiii per monges dominiques del convent d'Estrasburg i el 1783 sota la dominació austríaca per Josep II va ser abolit.